# Хенераль-Лагос
Хенераль-Лагос (исп.  General Lagos ) — коммуна в Чили, в провинции Паринакота и области Арика-и-Паринакота .
Территория — 2244,4 км². Численность населения — 684 жителя (2017). Плотность населения — 0,31 чел./км².
Административный центр — поселок Висвири.

## Расположение
Поселок Висвири самая северная точка страны, и расположен в пограничном районе рядом с точкой схождения границ между Чили, Перу и Боливией. Он расположен на высоте 4064 метров и в 270 км от Арики и рядом с боливийским населенным пунктом Чаранья.
Коммуна граничит:
- на севере — с регионом Такна (Перу)
- на востоке — с департаментом Ла-Пас (Боливия)
- на юге — с коммунами Арика, Путре
- на западе — с провинцией Такна (Перу)

## Этимология
Название коммуны дано в честь генерала Педро Лагоса, который запланировал и осуществил штурм холма Морро-де-Арика.

## История
Коммуна Хенераль-Лагос была создана 30 декабря 1927.

## Достопримечательности
Каждое воскресенье проводится ярмарка «Дорожного столба Трифино», где самый желанный продукт — кокороко, боливийский ликер 93º крепости. Это — одна из коммун самых бедных и наименее развитая во всей стране.
На её территории находится вулкан вулкан Такора (его восточная часть) и часть старинной железной дороги, которая объединяет города Арика и Ла-Пас. Другой важный населенный пункт в коммуне — Косапилья, находящийся близко к Висвири.

## Демография
Согласно сведениям, собранным в ходе переписи 2017 г  Национальным институтом статистики (INE),  население коммуны составляет:
| Полное население                            | Полное население                            | Полное население                            | Полное население                            | Полное население                            | 684  |
| ------------------------------------------- | ------------------------------------------- | ------------------------------------------- | ------------------------------------------- | ------------------------------------------- | ---- |
| в том числе:                                | Городское население                         | 0                                           | Процент городского населения, %             | 0                                           |      |
|                                             | Сельское население                          | 684                                         | Процент сельского населения, %              | 100                                         |      |
|                                             | Мужское население                           | 412                                         | Процент мужского населения, %               | 60,23                                       |      |
|                                             | Женское население                           | 272                                         | Процент женского населения, %               | 39,77                                       |      |
| Плотность населения, чел/км²                | Плотность населения, чел/км²                | Плотность населения, чел/км²                | Плотность населения, чел/км²                | Плотность населения, чел/км²                | 0,31 |
| Население провинции в % к населению области | Население провинции в % к населению области | Население провинции в % к населению области | Население провинции в % к населению области | Население провинции в % к населению области | 0,30 |

| Динамика изменения населения коммуны | Динамика изменения населения коммуны | Динамика изменения населения коммуны | Динамика изменения населения коммуны |
| ------------------------------------ | ------------------------------------ | ------------------------------------ | ------------------------------------ |
| 1992                                 | 2002                                 | 2012                                 | 2017                                 |
| 1012                                 | 1179▲                                | 739▼                                 | 684▼                                 |

## Важнейшие населенные пункты[4]
| № | Населённый пункт | Населённый пункт (исп.) | Категория | Население чел. (2017) | На карте                        |
| - | ---------------- | ----------------------- | --------- | --------------------- | ------------------------------- |
| 1 | Висвири          | Visviri                 | деревня   | 154                   | 17°35′42″ ю. ш. 69°28′53″ з. д. |